# 訃報 1996年4月
訃報 1996年4月（ふほう 1996ねん4がつ）では、1996年（平成8年）4月中に物故した、又は物故が報じられた人物についてまとめる。

## （1日 - 15日）

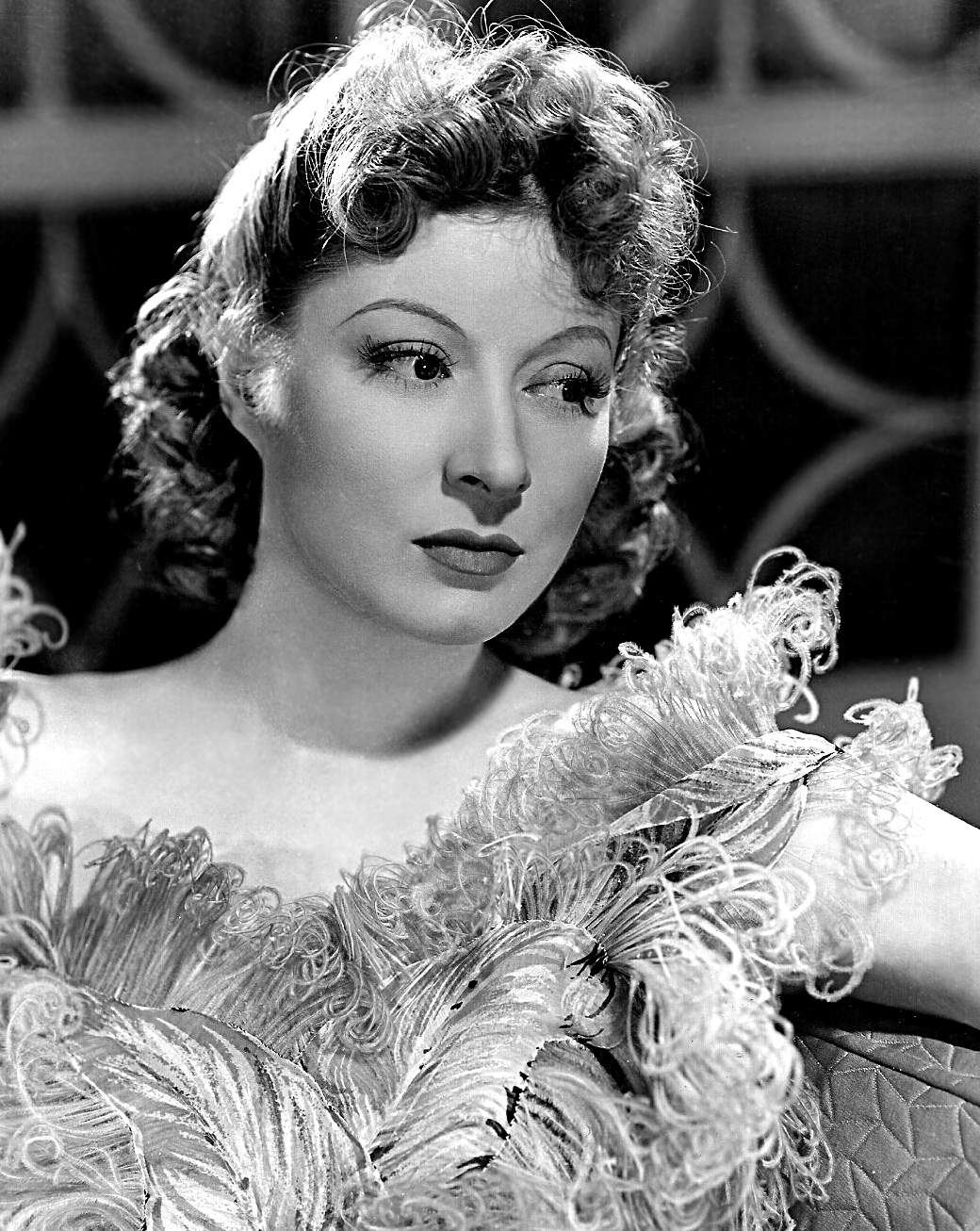
グリア・ガースン / 4月6日没

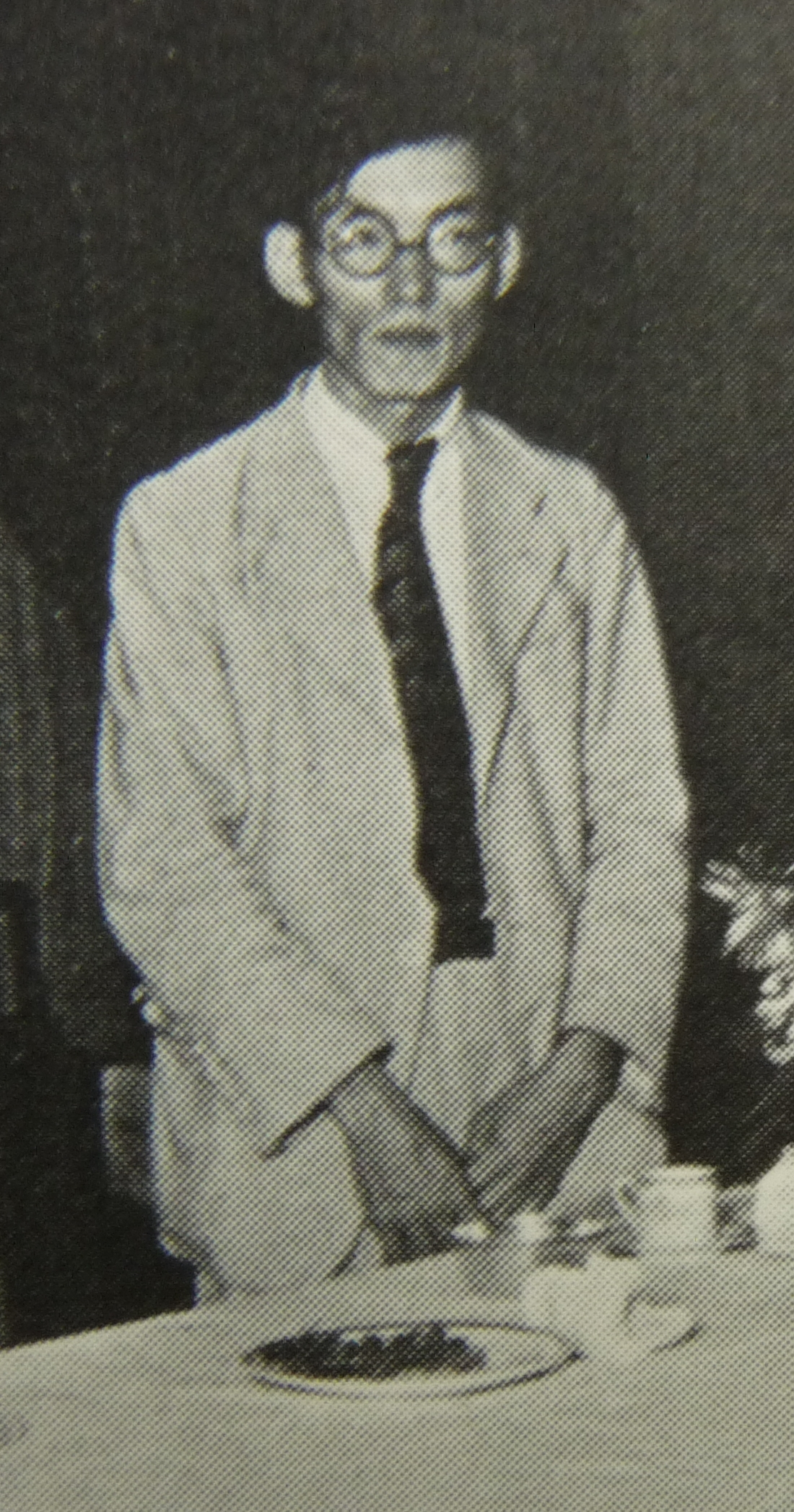
関英雄 / 4月12日没

- 4月1日 - ジョン・マクシェリー、メジャーリーグ審判員（* 1944年）
- 4月4日 - 野副鉄男、化学者（* 1902年）
- 4月4日 - バーニー・ユーウェル、陸上競技選手（* 1918年）
- 4月6日 - グリア・ガースン、俳優（* 1904年）
- 4月8日 - 水津一朗、地理学者（* 1923年）
- 4月12日 - 関英雄、児童文学者（* 1912年）
- 4月14日 - 綱淵謙錠、小説家・随筆家（* 1924年）

## （16日 - 30日）

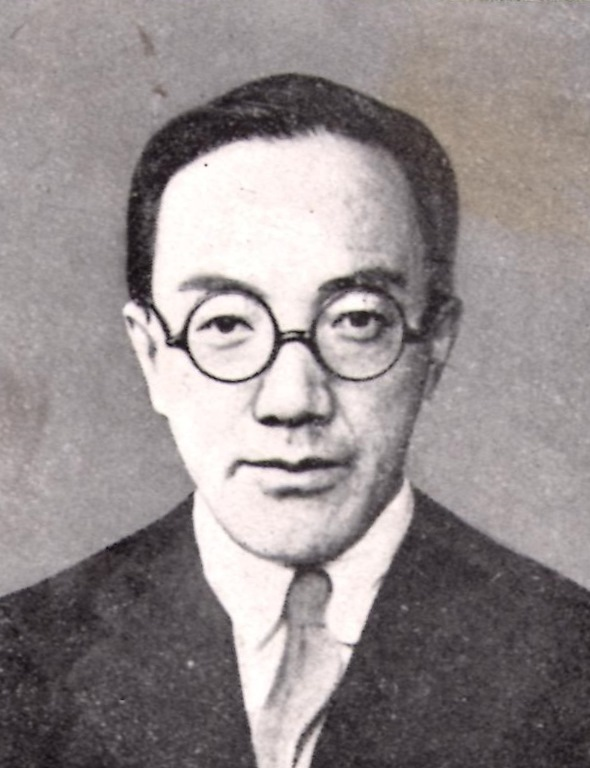
稲葉秀三 / 4月17日没

川路龍子 / 4月20日没

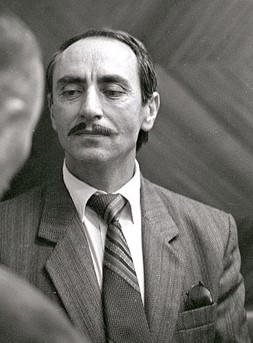
ジョハル・ドゥダエフ / 4月21日没

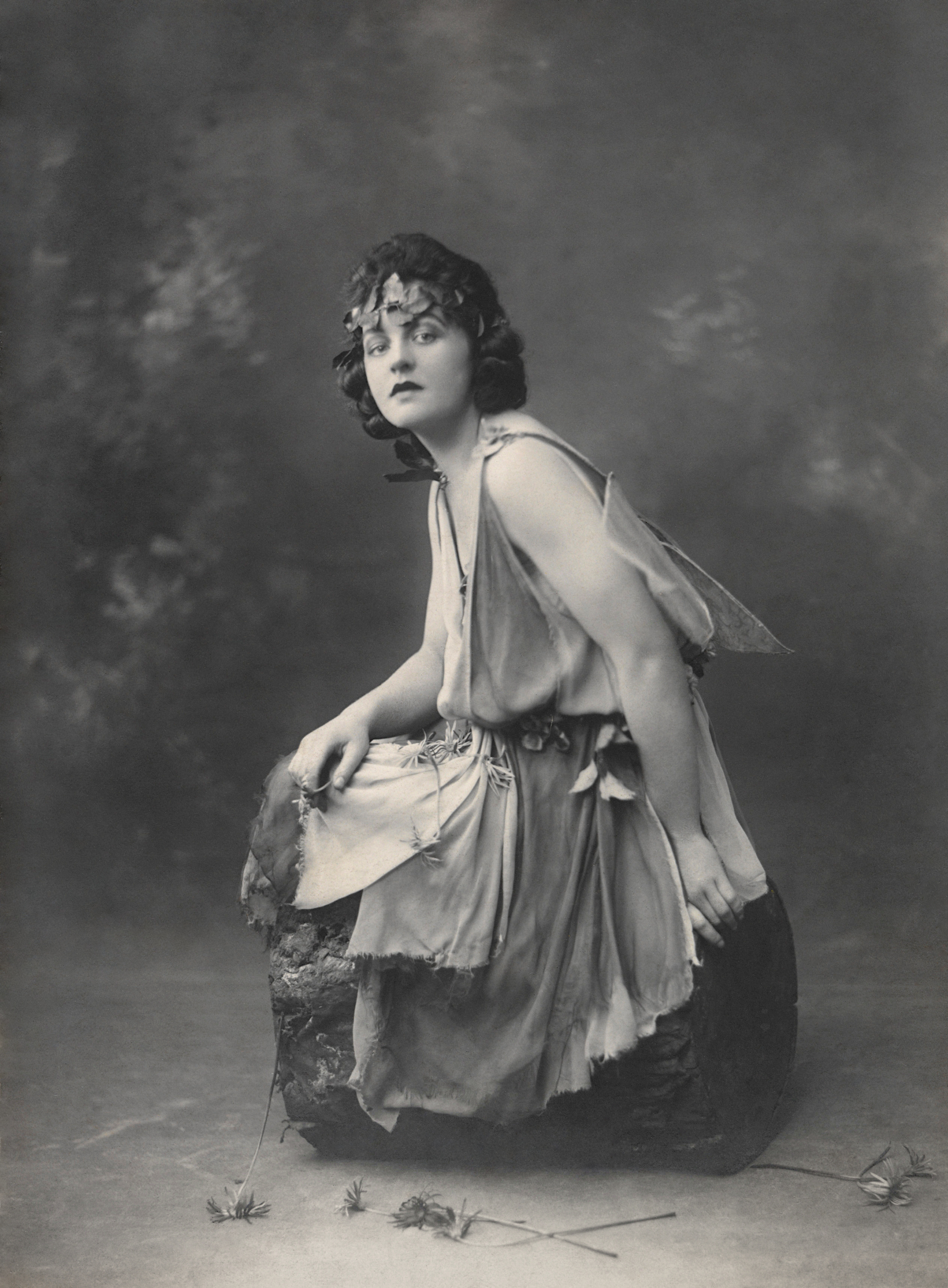
パメラ・トラバース / 4月23日没

- 4月17日 - 稲葉秀三、官僚・実業家（* 1907年）
- 4月19日 - 今井善衛、官僚・元通商産業事務次官（* 1913年）
- 4月19日 - 丸典膳カイ、俳優（* 1974年）
- 4月20日 - 川路龍子、女優（* 1915年）
- 4月21日 - ジョハル・ドゥダエフ、政治家・チェチェン共和国初代大統領（* 1944年）
- 4月23日 - パメラ・トラバース、児童文学作家（* 1899年）
- 4月25日 - ソール・バス、グラフィックデザイナー（* 1920年）
- 4月29日 - 松鶴家千代菊、漫才師（* 1915年）